# Atracuriu
Atracuriu (uneori atracurium) este un curarizant.

## Farmacologie
Aparține clasei de blocanți neuromusculari ce acționează la nivelul plăcii motorii. Este de obicei folosit la fel ca și vecuronium, pentru facilitarea intubării traheale, dar și pentru prevenirea relaxării musculare în cazul ventilației mecanice.
Efectele adverse  Arhivat în 30 decembrie 2006, la Wayback Machine., sunt în general comune cu ale altor depolarizante, determină hipotensiune prin eliberarea histaminei. Produsul comercial, Tracrium[nefuncțională]
, are caracter hipoton, de aceea nu se administrează în perfuzie. Administrarea lui concomitent cu alte produse nu se face decât după o prealabilă spălare cu ser fiziologic a vasului de sănge.

## Metabolizare
Atracurium suferă Arhivat în 18 octombrie 2006, la Wayback Machine.
- o hidroliză esterică,rezultând un metabolit minor
- o degradrare Hoffman, metabolitul numindu-se laudanosină (un alcaloid de tip izochinolinic).